# Stenotaphrum secundatum
Stenotaphrum secundatum är en gräsart som först beskrevs av Thomas Walter, och fick sitt nu gällande namn av Carl Ernst Otto Kuntze. Stenotaphrum secundatum ingår i släktet Stenotaphrum och familjen gräs. Inga underarter finns listade i Catalogue of Life.

## Bildgalleri

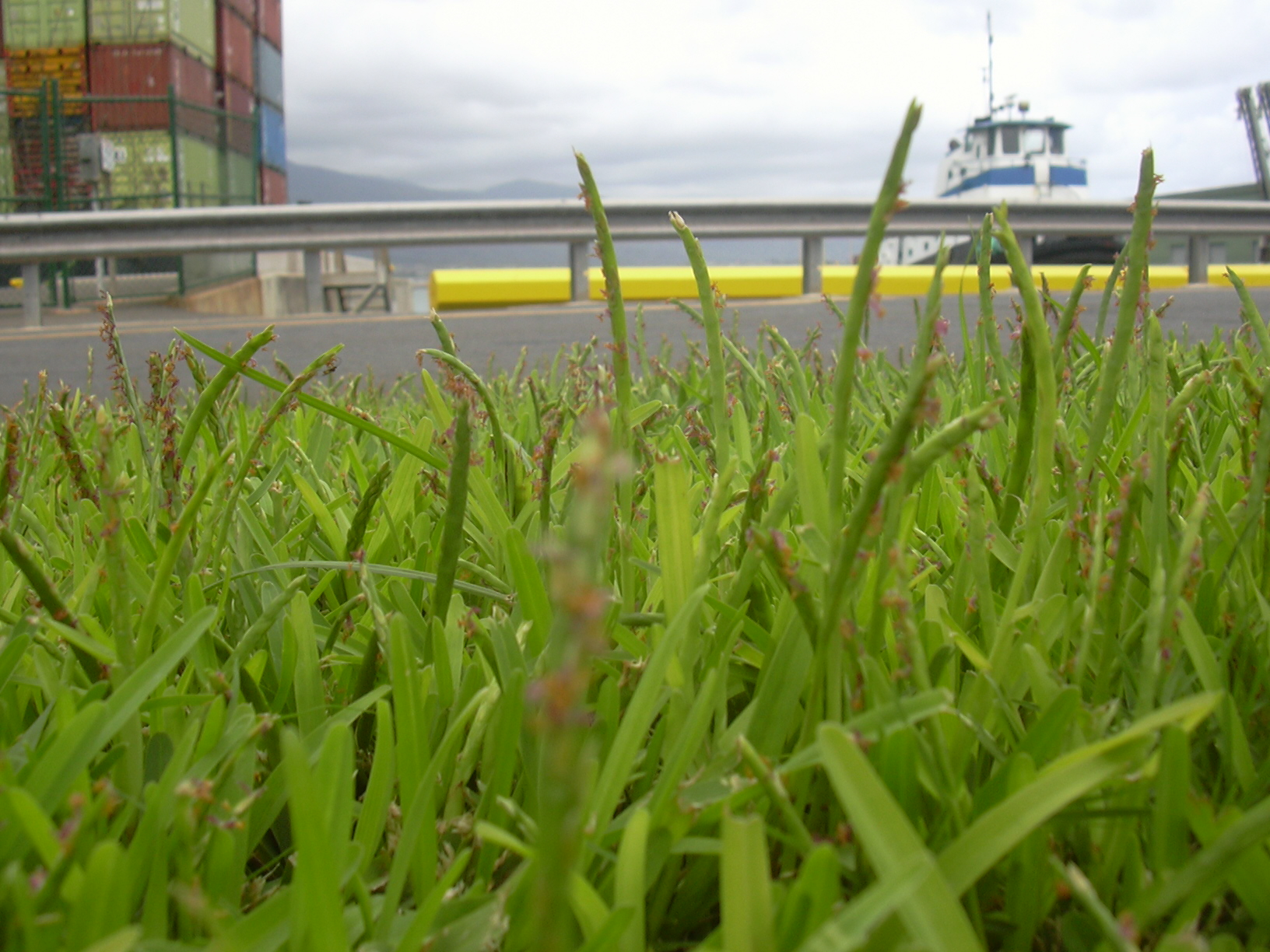
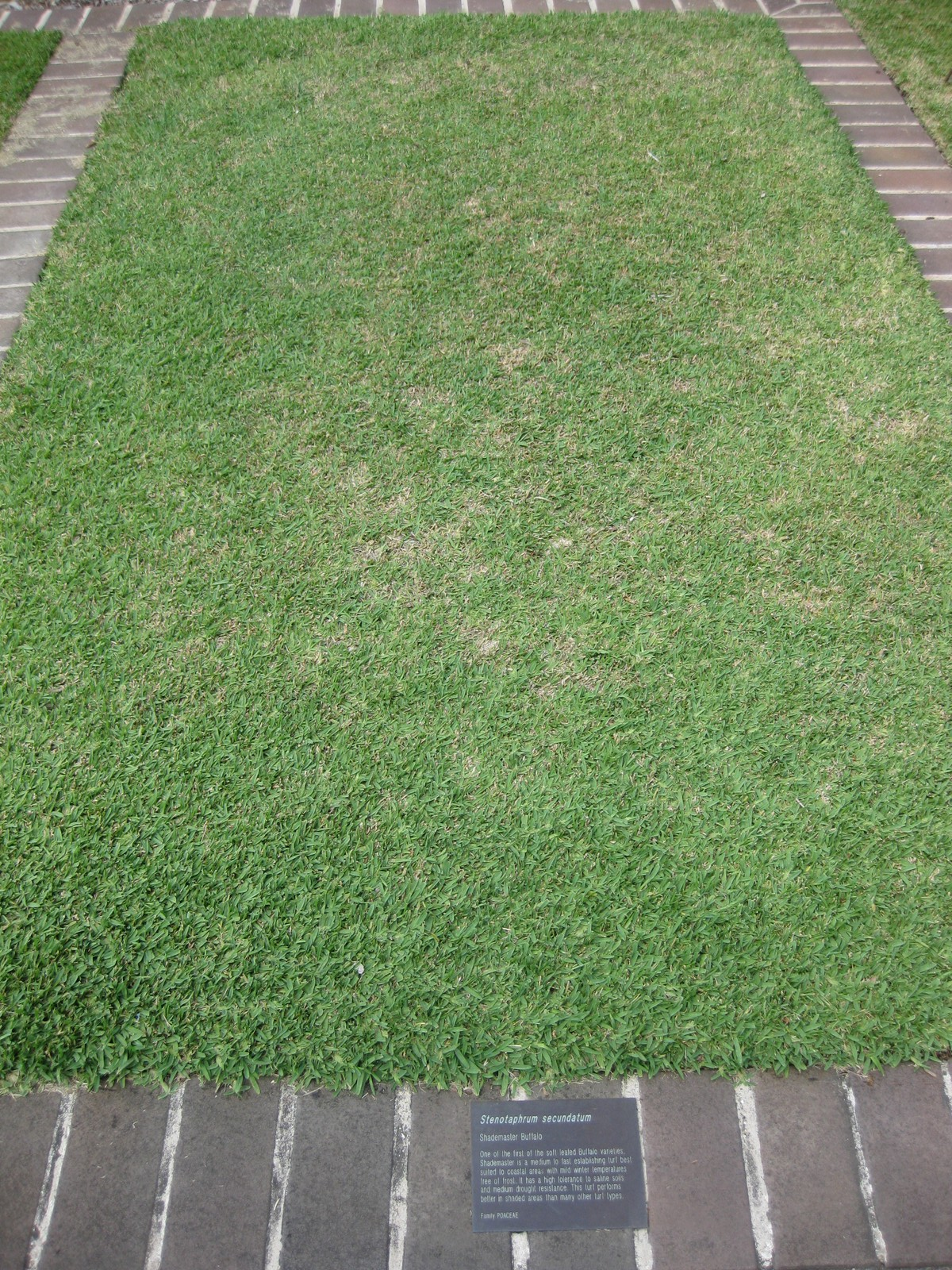
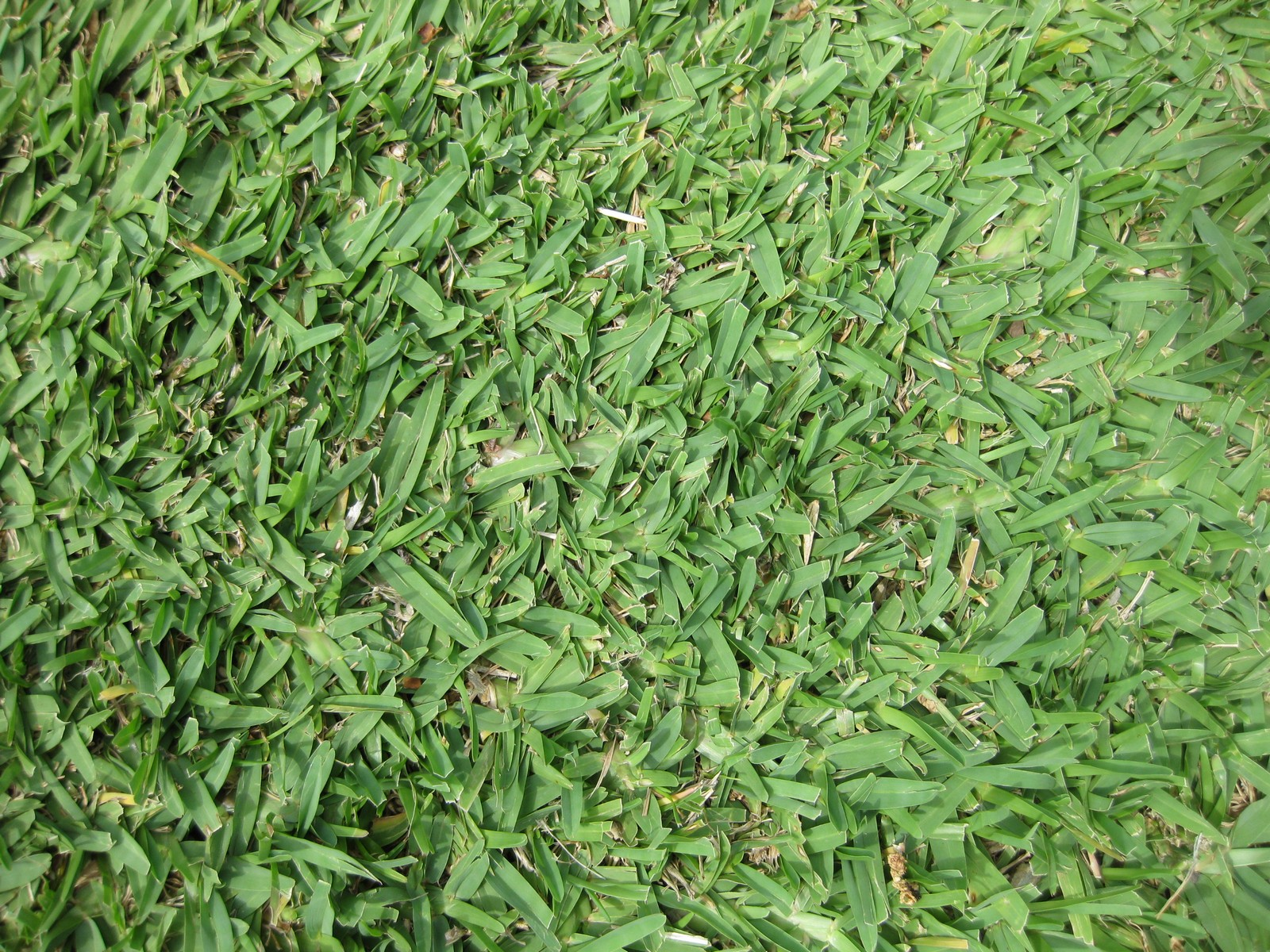
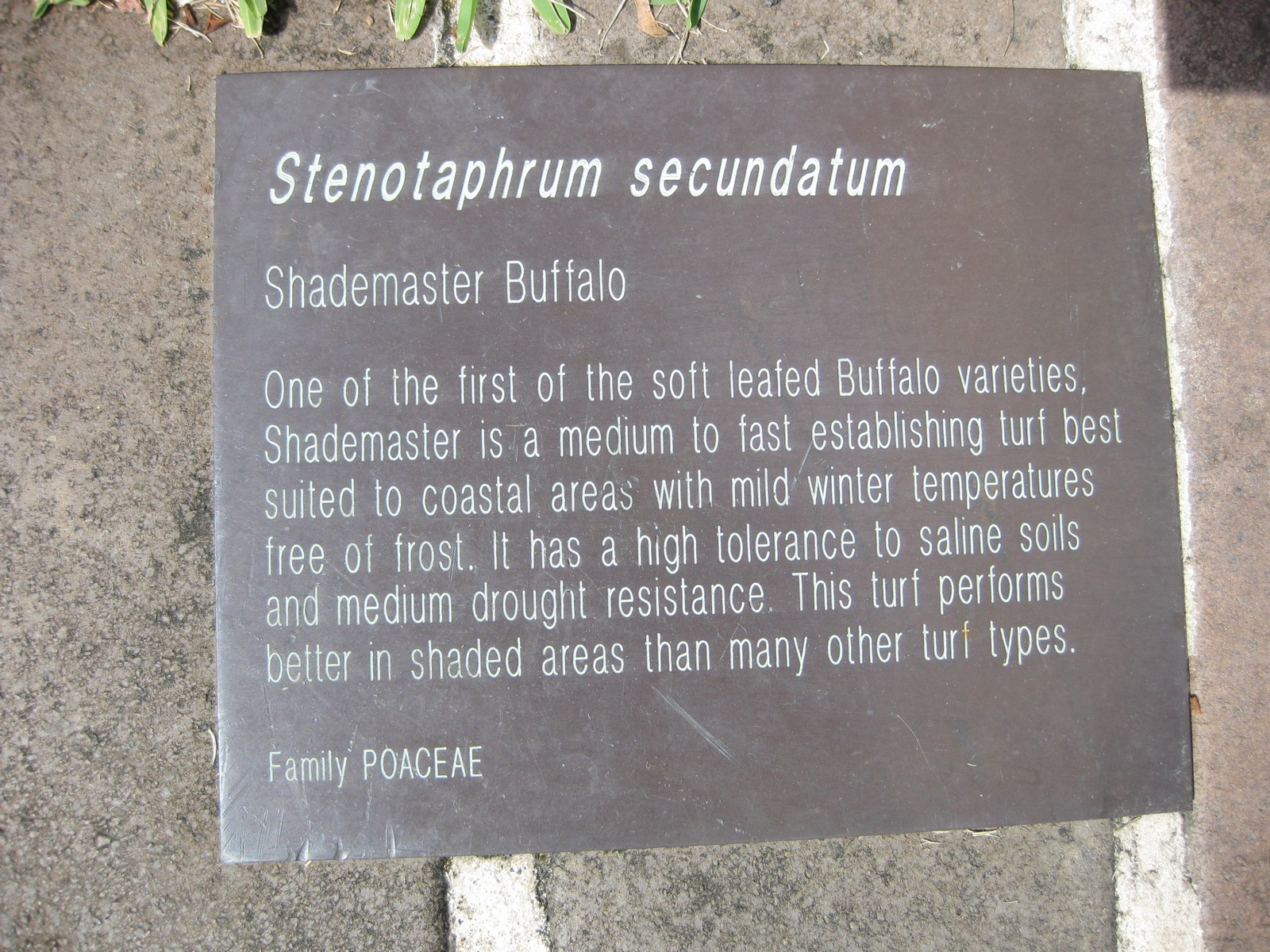